# اریک استیل
اریک استیل (به انگلیسی: Eric Steele) بازیکن سابق فوتبال اهل انگلستان است. او بعد از فوتبال به مربیگری روی آورد.

## زندگی حرفه‌ای
استیل در سال ۱۹۷۲ در پست دروازه‌بان به باشگاه فوتبال نیوکاسل یونایتد پیوست.